# Angelo Tchen
Angelo Tchen (3 de agosto de 1982) es un jugador de fútbol y fútbol playa de la Polinesia Francesa que juega como defensor en el AS Tefana.

## Trayectoria en el fútbol
Juega desde 2000 en el AS Tefana.

### Clubes
| Club      | País               | Año               |
| --------- | ------------------ | ----------------- |
| AS Tefana | Polinesia Francesa | 2000 - actualidad |

### Selección nacional
Jugó 13 partidos representando a Tahití en competiciones FIFA. 

## Trayectoria en el fútbol playa
Tchen es un destacado jugador de fútbol playa, que actuó en distintos torneos con clubes de su país y de Europa.
Como miembro de la selección de fútbol playa de Tahití fue dos veces subcampeón de la Copa Mundial de Fútbol Playa (en 2015 y 2917).